# Otto Benndorf

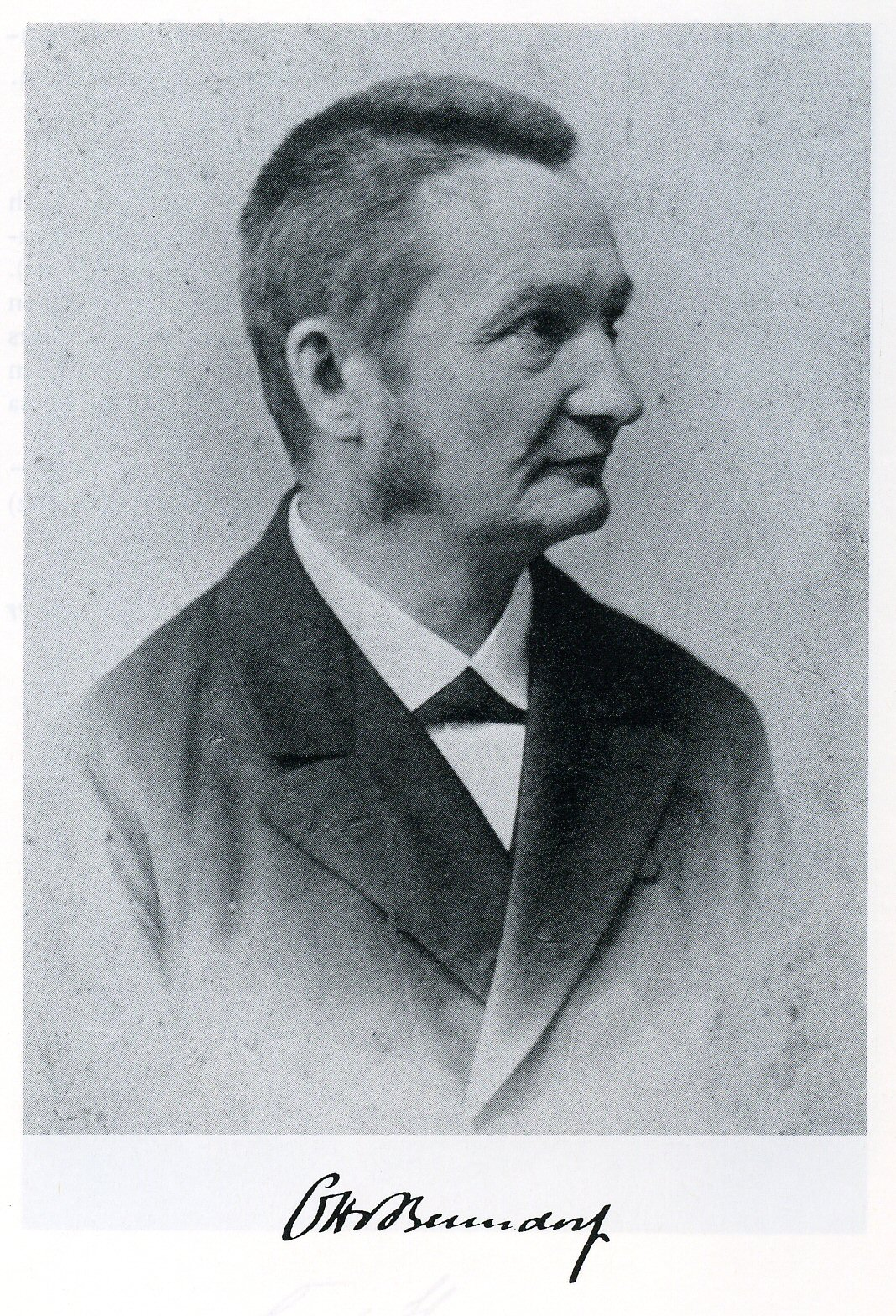
Otto Benndorf und Signatur Benndorfs

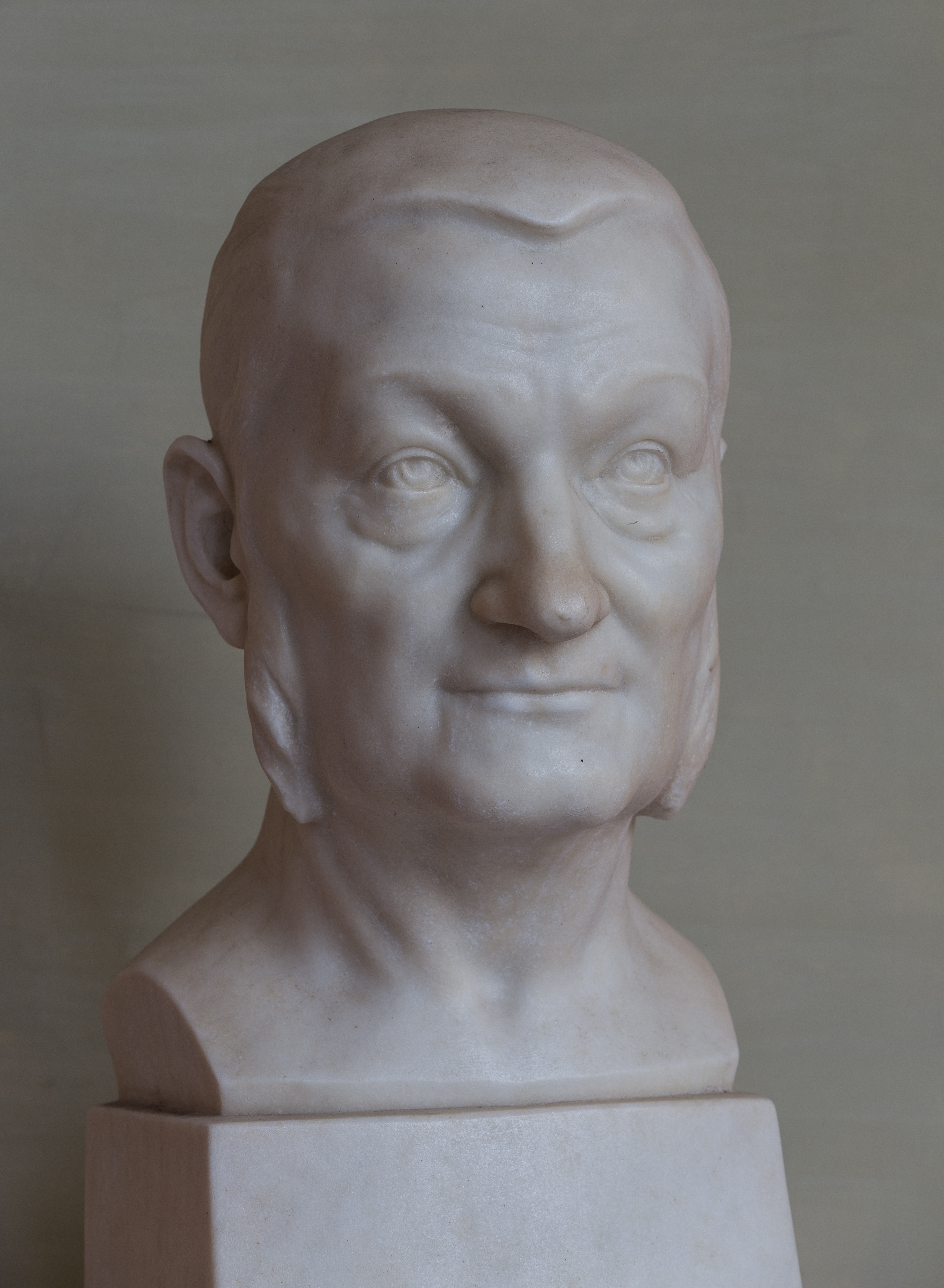
Büste von Otto Benndorf im Arkadenhof der Universität Wien

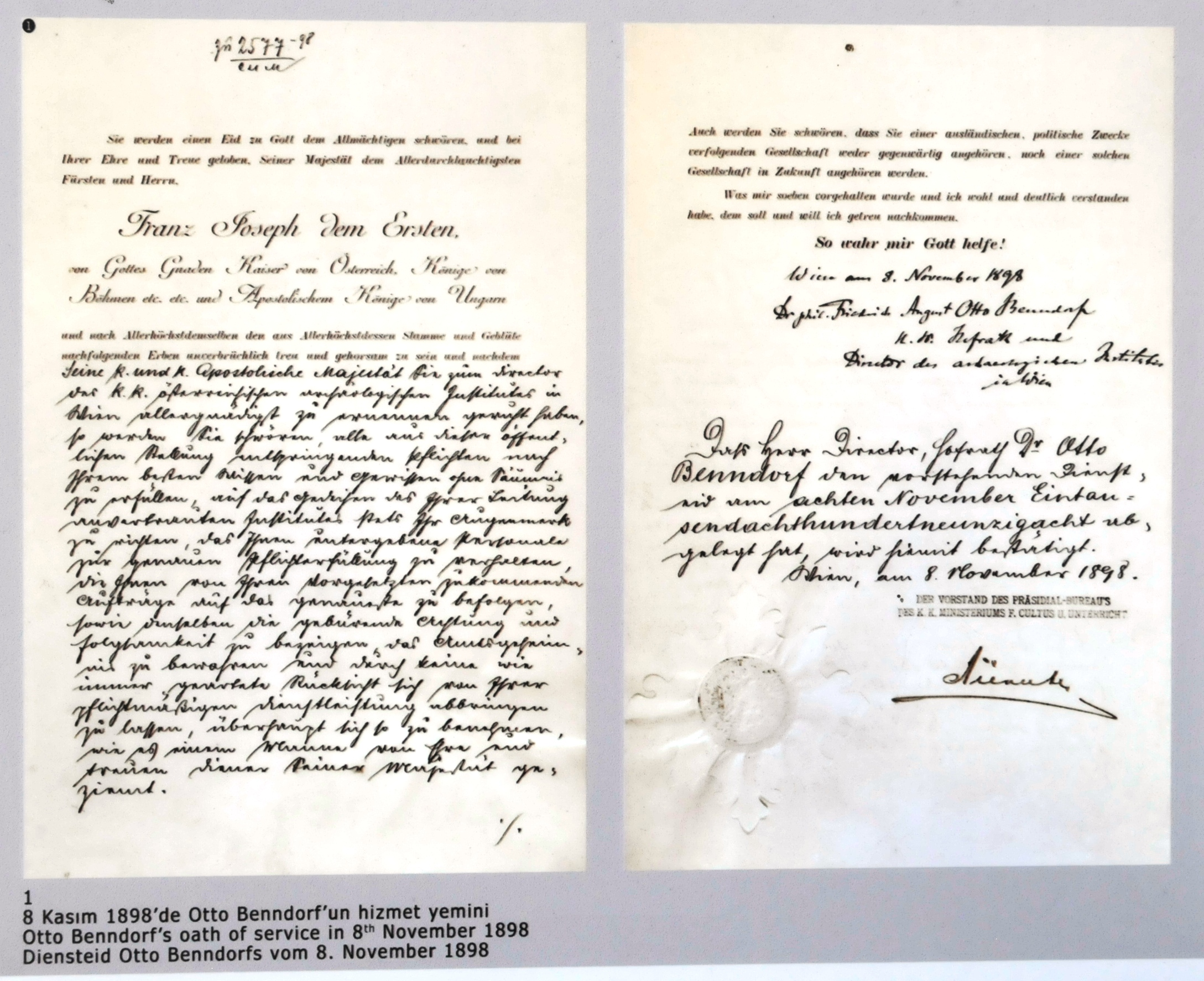
Diensteid Benndorfs, abgelegt am 8. November 1898 in Wien (Ephesos-Museum Selçuk)

Otto Benndorf (* 13. September 1838 in Greiz, Reuß ä. L.; † 2. Januar 1907 in Wien) war ein deutscher Klassischer Archäologe und der Begründer des Österreichischen Archäologischen Instituts.

## Leben
Otto Benndorf wurde als Sohn eines Kaufmanns in Greiz in einem streng protestantischen Elternhaus geboren. Über seinen Bruder Friedrich August Paul Benndorf, der Anna Maria von Zabern heiratete, war er mit der Mainzer Verlegerfamilie von Zabern verbunden. In diesem Sinne wurde er erzogen und sollte Pastor werden. Er studierte zunächst mehrere Semester an der theologischen Fakultät Erlangen, bevor er sich dem Studium der Kunstgeschichte an der Rheinischen Friedrich-Wilhelms-Universität in Bonn zuwandte. Zu seinen Lehrern gehörten Friedrich Gottlieb Welcker, Otto Jahn und Friedrich Ritschl. Er erwarb in den Fächern Archäologie und Kunstgeschichte das Doktorat und wurde zunächst Lehrer an verschiedenen höheren Schulen. Mit Hilfe eines mehrjährigen Stipendiums 1864 bis 1868 machte er eine für sein weiteres Leben entscheidende Reise durch Südfrankreich, Italien und Griechenland bis in die Levante. Mit den Ergebnissen dieser Reise habilitierte er sich an der Georg-August-Universität Göttingen bei Friedrich Wieseler. Hier heiratete Benndorf Sophie Wagner, die einer begabten Familie entstammte; ihr Bruder war der Volkswirt Adolf Wagner. Aus der Ehe gingen drei Kinder hervor, Hans, Else und Nelly. Else heiratete Wolfgang Reichel. Bereits ein Jahr später, 1869, wurde er der erste außerordentliche Professor für Klassische Archäologie in Zürich. Pöbelangriffe, die 1871 gegen ein Friedensfest der Deutschen in Zürich gerichtet waren und für die die Kantonalregierung keinerlei Entschädigung bot, empörten ihn derart, dass er seine Professur niederlegte und nach München als unbesoldeter Dozent im Range eines außerordentlichen Professors wechselte.

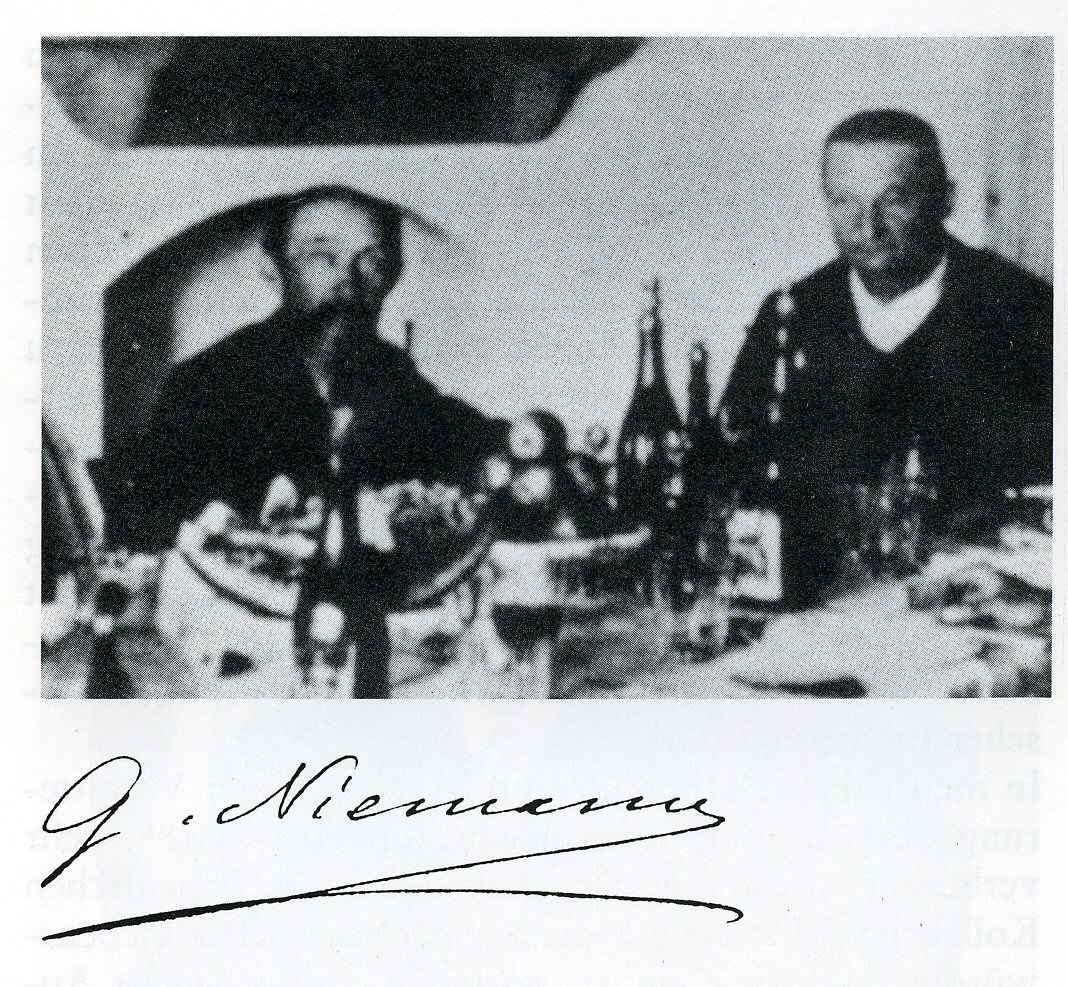
George Niemann und Benndorf im Grabungshaus in Ephesos 1896

1872 wurde Benndorf als außerordentlicher Professor an die Prager Karls-Universität berufen, wo er bis 1877 lehrte. Unter der Leitung des damaligen Lehrkanzelinhabers in Wien, Alexander Conze, nahm er 1875 an der zweiten Österreichischen Expedition nach Samothrake teil. 1877 wurde er als Nachfolger Conzes auf den Lehrstuhl der Universität Wien berufen. Als Leiter des Archäologisch-Epigraphischen Seminars organisierte er mehrere Forschungsreisen nach Kleinasien, darunter 1881 und 1882 in Begleitung unter anderem von Felix von Luschan, George Niemann und Karl Lanckoroński nach Lykien zur Wiederauffindung des Heroons von Gjölbaschi-Trysa. Dort stieß er auch auf die Brücke bei Limyra. 1884 wurde er zum korrespondierenden Mitglied der Göttinger Akademie der Wissenschaften gewählt. Im Jahr 1895 initiierte Benndorf mit Carl Humann die ersten österreichischen Ausgrabungen in Ephesos, die 1896 begannen. Danach bemühte er sich um die Gründung eines österreichischen archäologischen Instituts, das schließlich 1898 eröffnet wurde. Benndorf erhielt die Direktion und legte sein Amt als Ordinarius an der Universität nieder. Zudem war er von 1897 bis zu seinem Tod Obmann der Balkan-Kommission.

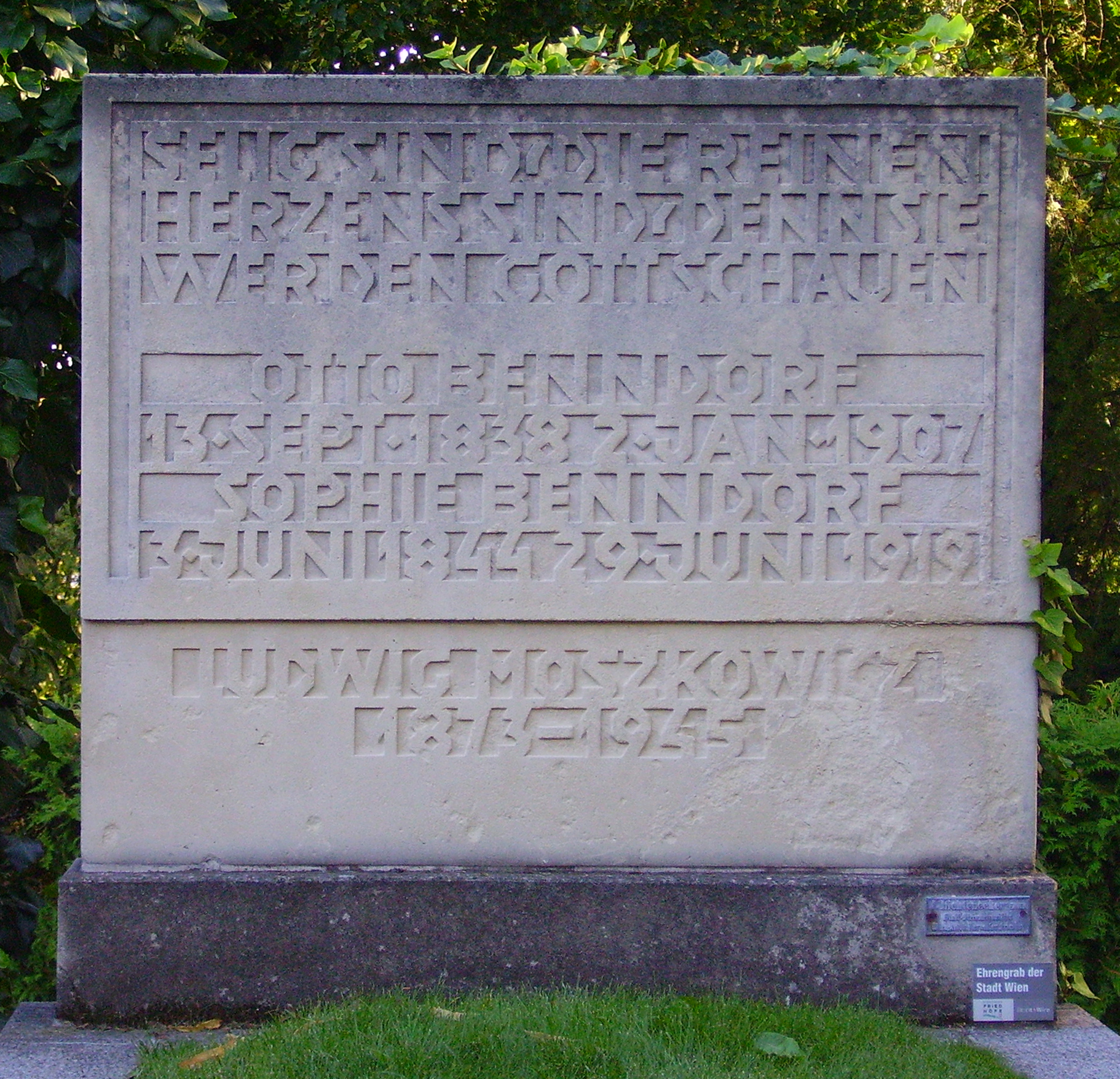
Grab von Otto Benndorf

Als Leiter des neu gegründeten ÖAI setzte Benndorf sich auch für Forschungsplätze in Österreich ein. 1905 erkrankte er auf seiner letzten Kleinasienreise und starb 1907 an den Folgen eines Schlaganfalls und wurde in einem ehrenhalber gewidmeten Grab auf dem Dornbacher Friedhof (Gruppe 14, Reihe 3, Nummer 29) in Wien beigesetzt. Im Jahr 1958 wurde in Wien-Donaustadt (22. Bezirk) die Benndorfgasse nach ihm benannt, in seinem Geburtsort eine Straße im Stadtteil Reißberg.

## Bedeutung
Benndorfs wissenschaftlichen Forschungen sind durch eine später kaum je erreichte Vielseitigkeit, durch sprachlich kultivierte Darstellung und die nicht ästhetisierende, sondern auf umfassender Kenntnis von antiker Geschichte und Schrifttum aufbauende Arbeitsweise gekennzeichnet. Als Professor und mehr noch als Leiter des archäologischen Instituts erwies er sich als ein unermüdlicher, fruchtbar wirkender Organisator: bei der Betreuung der antiken Denkmäler auf österreichischem Boden, der Ausgestaltung der anschließenden Provinzialmuseen, Erforschung der benachbarten altgriechischen Gebiete und besonders bei seinen vier großen archäologischen Expeditionen, wobei die Expedition nach Ephesos wohl die wissenschaftlich wichtigste war, bei der es zum ersten Mal galt, eine antike Großstadt freizulegen. In der Nachfolge Alexander Conzes verwandte Benndorf viel Zeit und Energie in den Aufbau der Klassischen Archäologie in Österreich. So edierte er die Archäologisch-Epigraphischen Mitteilungen aus Österreich (1877 bis 1897) und besorgte zwischen 1886 und 1891 die Herausgeber der zweiten und dritten Serie seiner Wiener Vorlegeblätter für Übungen und Seminare. 1890 kam die Begründung der Inschriftenpublikationsserie Tituli Asiae minoris, die bis heute Bestand hat.
In den 1870er und 1880er Jahren konnte Benndorf nicht zuletzt durch sein Auftreten die Chancen der Gründerzeit der österreichischen Archäologie nutzen, die ihm gestatteten viele Vorhaben umzusetzen. So konnte er am Archäologisch-Epigraphischen Seminar der Wiener Universität 1884 eine archäologische Sammlung mit mehreren hundert Abgüssen begründen. Zum Triumph geriet die Auffindung des Heroon von Trysa, für dessen Bergung extra eine Straße gebaut werden musste. Das Kunsthistorische Museum wie auch das Ephesos Museum verdanken den Bemühungen Benndorfs einen beträchtlichen Teil ihrer Sammlungen. Um sich diesen Ausgrabungen ganz widmen zu können, initiierte er schließlich die Begründung des ÖAI. Zudem war er Mitglied des Deutschen Archäologischen Instituts. Zu seinen bedeutendsten Schülern zählten Franz Studniczka und Robert von Schneider.

## Schriften (Auswahl)
- mit George Niemann: Das Heroon von Gjölbaschi-Trysa. Holzhausen, Wien 1889
- Die Metopen von Selinunt. Guttentag, Berlin 1867.
- mit Alexander Conze und Alois Hauser: Archäologische Untersuchungen auf Samothrake. Band 2, Carl Gerold’s Sohn, Wien 1880 (Digitalisat).
- mit George Niemann: Reisen im südwestlichen Kleinasien. Wien 1884–1898; Nachdruck Codex-Verlag, Gundholzen 1975.